# Псефеллюс кавказский
Псефеллюс кавказский или василёк кавказский (лат. Psephellus caucasicus) — травянистое растение, вид рода Псефеллюс (Psephellus), семейства Сложноцветные. Эндемик Кавказа. Ранее вид относился к роду Этеопаппус (Aetheopappus), и носил название этеопаппус кавказский (лат. Aetheopappus caucasicus).

## Ботаническое описание
Многолетнее травянистое растение высотой 7–25 см с толстым корневищем. Корневая шейка густо окутана бурыми волосками. Стебель простой, войлочно-опушенный, олиственный по всей длине. Листья короткочерешковые, паутинисто войлочно-опушенные. Листья яйцевидно-ланцетные, перисто-рассечённые, с 3–7 парами боковых сегментов и крупным конечным сегментом.
Корзинки крупные. Наружные листочки обертки серебристо-белые, реснитчатые, средние и внутренние с коричневым придатком. Цветки ярко-розовые.

## Ареал
Эндемик Большого Кавказа и Аджаро-Имеретинского хребта. Растёт на скалах и щебнистых местах альпийского и субальпийского поясов.

## Классификация
Изначально вид был описан в 1953 году советским ботаником Д. И. Сосновским в журнале «Записки по систематике и географии растений» под названием этеопаппус кавказский (лат. Aetheopappus caucasicus). В 2005 году вид был перенесён в род Псефеллюс (Psephellus) швейцарским ботаником Вернером Гройтером.

### Ботаническая цитата
Psephellus caucasicus (Sosn.) Greuter comb. nov. in Willdenowia 35(2): 237 (2005)

### Синонимы
Psephellus caucasicus (Sosn.) Greuter, 2005. Согласно базе данных GBIF на март 2023 в синонимику вида входят следующие обозначения:
Гомотипные
- Aetheopappus caucasicus Sosn., 1953basionym
- Psephellus caucasicus (Sosn.) Zernov, 2010